# Корнудо
Корнудо (Batrachostomus) — рід дрімлюгоподібних птахів родини білоногових (Podargidae). Включає 11 видів.

## Поширення
Представники роду поширені в Південній та Південно-Східній Азії.

## Опис
Птахи середнього розміру з великою головою та широким дзьобом. Тіло завдовжки до 43 см, вагою — до 200 г.

## Спосіб життя
Живуть у тропічних та субтропічних вологих лісах. Активні ночі. Полюють на комах та інших безхребетних. Гнізда найчастіше роблять на деревах. Самиця зазвичай відкладає в гнізді лише одне біле яйце.

## Види
- Корнудо індокитайський (Batrachostomus affinis)
- Корнудо вухатий (Batrachostomus auritus)
- Корнудо палаванський (Batrachostomus chaseni)
- Корнудо сундайський (Batrachostomus cornutus)
- Корнудо дулітський (Batrachostomus harterti)
- Корнудо довгохвостий (Batrachostomus hodgsoni)
- Корнудо яванський (Batrachostomus javensis)
- Корнудо цейлонський (Batrachostomus moniliger)
- Корнудо суматранський (Batrachostomus poliolophus)
- Корнудо філіпінський (Batrachostomus septimus)
- Корнудо малазійський (Batrachostomus stellatus)